# Теодосій Діятелович
Теодосій Діятелович (1 (14) листопада 1896, Полтава, Полтавська губернія, Російська імперія — 9 листопада 1978, США) — хорунжий Армії УНР, учасник бою під Крутами в складі студентської сотні.

## Біографія
Учасник бою під Крутами в складі студентської сотні. Після завершення Української революції емігрував у США. Протоієрей. У 1954—1956 роках був настоятелем Святотроїцької церкви у Бриджпорті. Згодом оселився в Денвері, Колорадо. Основоположник і настоятель православної церкви св. Покрови в Денвері. Член Товариства прихильників УНР.
Помер на 82 році життя 9 листопада 1978 року.
Похований, очевидно, на українській частині Crown Hills Denver.